# Microstenus mysorensis
Microstenus mysorensis là một loài tò vò trong họ Ichneumonidae.